# Stanisław Kuszmider
Stanisław Kuszmider (ur. 8 maja 1927 r. w miejscowości Koniuchy, zm. 21 lutego 2016 r. w Szczecinie) – polski inżynier mechanik, starszy oficer mechanik okrętowy, doktor nauk ekonomicznych, współtwórca szkolnictwa morskiego na Pomorzu Zachodnim, specjalista w zakresie budowy i eksploatacji siłowni okrętowych, profesor kontraktowy Wyższej Szkoły Morskiej w Szczecinie (WSM) w Instytucie Technicznej Eksploatacji Siłowni Okrętowych na Wydziale Mechanicznym, a od 2004 r. wykładowca Akademii Morskiej w Szczecinie.

## Wykształcenie
W 1953 r. ukończył studia na Wydziale Mechanicznym Szkoły Inżynierskiej w Szczecinie. Naukę kontynuował na Wydziale Inżynieryjno-Ekonomicznym Politechniki Szczecińskiej, którą ukończył w 1960 r. W 1982 r. obronił rozprawę doktorską pod tytułem Efekty ekonomiczne optymalizacji zużycia paliw na statkach PMM (na przykładzie PŻM) na Wydziale Ekonomicznym Politechniki Szczecińskiej.

## Życiorys
Współtworzył Państwową Szkołę Morską w Szczecinie. W latach 1963-1968 roku kierował Wydziałem Mechanicznym tej uczelni, a od 1968 roku był pracownikiem naukowym Wyższej Szkoły Morskiej w Szczecinie. W latach 1968-1974 oraz 1983-1989 pełnił funkcję prodziekana Wydziału Mechanicznego WSM. Współtworzył Instytut Technicznej Eksploatacji Siłowni Okrętowych Wydziału Mechanicznego WSM, i piastował kolejno stanowisko dyrektora tego instytutu (1974-1979) i zastępcy dyrektora (1979-1983) Od 1974 był zatrudniony jako profesor kontraktowy WSM. Był autorem artykułów naukowych, podręczników i skryptów z dziedziny mechaniki okrętowej.
Wg. aktu Wojewódzkiego Urzędu Spraw Wewnętrznych w Szczecinie (IPN Sz 0010/3214), w latach 1983–1990 był tajnym współpracownikiem o ps. Julek.
Zmarł 21 lutego 2016 roku w Szczecinie, pogrzeb odbył się 26 lutego tego samego roku na cmentarzu Centralnym w Szczecinie (kw. 39F-1-4).

## Odznaczenia
Stanisław Kuszmider był wielokrotnie odznaczany, w tym otrzymał takie odznaczenia jak: Srebrna Odznaka Honorowa Zasłużony Pracownik Morza (1967), Odznaka Honorowa Gryfa Pomorskiego (1967), Srebrny Krzyż Zasługi (1968), Brązowy Medal „Za zasługi dla obronności kraju” (1969), Złoty Krzyż Zasługi (1973), Medal 30-lecia Polski Ludowej (1974), Złota Odznaka Honorowa Zasłużony Pracownik Morza (1977), Krzyż Kawalerski Orderu Odrodzenia Polski (1979), Medal 40-lecia Polski Ludowej (1985), Krzyż Oficerski Orderu Odrodzenia Polski (1998), Odznaka „Za zasługi dla transportu PRL” (1999), Medal 30-lecia Stowarzyszenia Mechaników Morskich (2011). 

## Wybrane publikacje
- Kuszmider S., Turbiny okrętowe. Przewodnik metodyczny dla studentów III roku studiów zaocznych Wydziału Mechanicznego, Wyższa Szkoła Morska w Szczecinie, Szczecin 1973.
- Kuszmider S., Behrendt C., Turbiny parowe. Podstawowe wiadomości teoretyczne z przykładami zadań, Wyższa Szkoła Morska w Szczecinie, Szczecin 1985.
- Kuszmider S., Chachulski K., Podstawy eksploatacji napędu okrętowego, Wyższa Szkoła Morska w Szczecinie, Szczecin 1985.
- Girtler J., Kuszmider S., Plewiński L., Wybrane zagadnienia eksploatacji statków morskich w aspekcie bezpieczeństwa żeglugi, Wyższa Szkoła Morska w Szczecinie, Szczecin 2003.
- Szkolnictwo morskie Szczecina w latach 1947-1997 (red. I. Dunin-Kwinta, A. Walczak, S. Kuszmider), Wyższa Szkoła Morska w Szczecinie, Szczecin 1997.